# 経験済みなキミと、経験ゼロなオレが、お付き合いする話。
『経験済みなキミと、経験ゼロなオレが、お付き合いする話。』（けいけんずみなキミとけいけんゼロなオレがおつきあいするはなし）は、長岡マキ子による日本のライトノベル。イラストはmagako。富士見ファンタジア文庫（KADOKAWA）より2020年9月から2025年3月まで刊行された。略称は「キミゼロ」。2024年8月時点で電子版を含めたシリーズ累計部数は55万部を突破している。
メディアミックスとして、カルパッチョ野山によるコミカライズが『ガンガンONLINE』（スクウェア・エニックス）にて2022年2月から連載中。また2023年10月から12月までテレビアニメが放送された。

## あらすじ

### 第1巻
1学期の中ごろ（6月）、「陰キャ」を自認する高校2年生の加島龍斗（かしまりゅうと）が友人との罰ゲームで、「学年一の美少女」とされる同級生の白河月愛（しらかわるな）に愛を告白する。思いがけず白河は加島の告白を受け入れ、加島を自分の部屋に連れて行き、性行為の準備をする。白河は男女が付き合い始めたらすぐセックスするものと思っていた。しかしうろたえて躊躇した加島に何となく諭され、白河は加島を心から好きになるまで待つことにする。
加島はデートと称して白河と新宿の駅ビルのルミネに行ってセシルマクビーの服を見たりするのに付き合う。白河は親友の山名笑琉（やまなにこる）と原宿のキャラクターショップで開店前から並んで買った、「おっさんウサギ」がプリントされているお一人様一つ限定販売のスマートフォン用ケースを交際一週間の記念日の贈り物としてデートの翌々日に加島にサプライズプレゼントする。山名に白河の誕生日を知らされた加島は山名に聞いた白河が好きな原宿でタピオカドリンクを一緒に飲み、白河を喜ばせる。
ほどなくして二人のクラスに黒髪をストレートセミロングにしている「すごい」美少女が転校して来る。転校生は中学1年生のときに加島をふって軽いトラウマを負わせた黒瀬海愛（くろせまりあ）だった。黒瀬は加島に気を持たせるようなふりをするが、加島はなびかない。
黒瀬は加島が白河と付き合っていることを知らなかったが、白河に対抗心を燃やして、白河は男を次々に乗り換える腹黒いビッチだという噂を流す。加島は白河の噂を否定するために黒瀬と言い合いをしている内に、今まで隠していた白河と付き合っていることを公言してしまい、クラスが騒然とするなか、泣きながら話す黒瀬から、黒瀬と白河は二卵性の双子で小学校5年生のときに両親が離婚して、白河と住むことになった父と別れて、姓が白河から母の姓の黒瀬になっていると打ち明けられる。加島に非をいさめられた黒瀬は夜になって白河に電話で謝る。
加島と白河は上野動物園に行き、隣接している不忍池で二人でボートに乗り、白河がボートを揺らし、ボートが大きく揺れたとき白河が加島に身を寄せて二人の唇が触れ、二人にとって初めてのキスになる。
一方、黒瀬は加島を白河から奪って、「この世で一番大切な人」である父を小学校のときに奪った白河に復讐すると日記に記す。

### 第2巻
7月になる。期末試験開始の前日、加島と白河は二人で勉強会を始める。
中間試験の英文法で約80点取った加島が、多少努力しても35点で例文「He is the last man to tell a lie.」を前にして「リエにテルする」などと言っている白河に例文の意味をていねいに説明する。
期末試験が終わり夏休みに入り、二人は避暑と交際開始1か月の記念をかねて海に遊びに行く。

## 登場人物
声の項は特記がない限り、テレビアニメの声優。
加島龍斗（かしま りゅうと）
声 - 花江夏樹
本作の主人公。動画サイトを見るのが好きな「陰キャ」を自認する男子高校生。クラスは2年A組。「彼女いない歴16年」だったが、異性に対する興味はちゃんとあり、1学期のある日、友人らとの罰ゲームでクラスメイトの白河月愛に告白せざるを得なくなり、ダメ元で告白するもあっさりと受け入れられたため、月愛と交際を始めることとなった。友人からは「カッシー」と呼ばれ、月愛からは「リュート」と呼ばれる。中学1年生の時、海愛に告白するも振られた経験があり、元々奥手だった恋愛感情を、更にこじらせている。
月愛に対する好意はあったが、冴えない容姿に加え、要領も悪く、勉学や運動も特筆するほどではないなど、自分が優れた人間ではないことを自覚していたため、月愛に対する想いは、1年の頃から憧れのままで止まっていた。月愛に告白する直前の時点では、辛いことに追い詰められると現実逃避、リア充に抱いた劣等感を（安全なところで）罵詈雑言で憂さ晴らしする小心者だった。罰ゲームという大義名分がなければ、月愛に告白する勇気を出せなかった自分に引け目を感じていたが、月愛と付き合い始めて以降は、本当に大切に思う人たちのためであれば、恥や外面を忘れ、相手の為に自分に何ができるかを最優先に考えるようになる。
月愛がタピオカが好きなことを知ると、「月愛の好きなものを自分も好きになりたい」と周辺のタピオカの店を徹底的に調べ上げ、タピオカの店のマップを作成するなど、妙なところで真面目。
車オタクであり、車についての知識は豊富。そして自身の得意分野になると、周りの空気を読まずにアツく早口で語る癖がある。

白河月愛（しらかわ るな）
声 - 大西沙織 / 麻倉もも（2021年PV）
本作のヒロイン。龍斗の同級生で「スクールカーストの最上位グループ」「『学年一』の美少女」とされ非常にモテる。おしゃれやファッションに敏感で見た目派手な、いわゆるコギャル。龍斗とは逆に異性との交際経験が豊富で貞操観念はほぼ皆無。付き合った男性には即日で性交状態に至るため、龍斗にも非処女であることを公言している。タピオカが好き。勉強の成績はあまり思わしくなく、自分より成績の良い龍斗を「神」と言ったことがある。
付き合った相手にはとことん尽くすタイプ。その反面束縛も非常に強く、連絡数が膨大な上に、彼氏からの返信が一瞬でも遅れてしまえば、徹底的に追及するタイプであり、それに辟易した男性側が、性交後に一方的に捨てることが日常茶飯事。いわゆる世間一般における普通の恋愛経験は皆無なため、奥手な龍斗が、即座に性交を迫ってこないことに困惑している。
龍斗と付き合って以降は、龍斗にとっての女性との初体験は自分にとっては初体験でないことに引け目を感じるようになり、これまで多くの男性と肉体関係を持ってしまったことを、酷く後悔している。性交をしている時でしか、相手の愛を信じられないと嘆いていたが、龍斗と付き合ったことで変わりつつあると、笑琉からは評価されている。また、今まで相手の好意に答える形でしか好きになっていなかったが、笑琉から龍斗に本当の恋をしていると指摘されたことで、自分にあげられる初体験があったことに喜んだ。
姉と妹（海愛）がおり、両親はすでに離婚済み。最初の浮気を母親に許してもらえた父親が、その後も浮気を繰り返したことで家庭が崩壊。母親や妹の海愛とは、別離することとなった。父親が自分を引き取ったのは、容姿が母親に似ているからだと気づいており、女癖の悪い父親が、女性を家庭に連れ込まないのは、月愛と遭遇するのを、浮気相手が嫌がっていることも勘付いている。父親のことは、大切な家族と思っていても、信頼は全くできないらしく、相談事は基本的に母親か叔父にしている。
海愛とはかつてのように仲良くなりたいと思っているが、龍斗との関係で避けられており、まともに会話もできていない。最終的に自分が歩み寄る形で仲直りできた。

黒瀬海愛（くろせ まりあ）
声 - 古賀葵
白河月愛とは二卵性の双子で、自身は妹。両親が離婚後、自身は母親に引き取られたが、母親が再婚のち再び離婚したため、母方の祖父母の実家の近くに戻ってきた。そして家の近くにある龍斗、月愛らの学校に転校し、クラスメイトになり龍斗とは中学1年生以来の再会となった。転校する前はお嬢様学校（女子高）に通っていたため清楚な印象であり、黒髪でもあるため（二卵性ということもあるが）一目見ただけでは月愛とは双子だとは思えないほど。左目の下に泣きぼくろがある。
かつて龍斗から告白を断っており龍斗の恋愛感情をこじらせた張本人。父親が離婚の際に選んだのが自分ではなく月愛であったことが心的外傷であり（選んだ理由が外見だけということは知らない）、他人が好意を寄せる一番の対象になることにこだわっている。
転校してきた当初は、かつて自分に想いを寄せていた龍斗が月愛を一番大切に想っていることに嫉妬。月愛を誹謗中傷する噂を流すなど強硬手段に出るが龍斗との対話を経て和解、龍斗を無理やり自分のものにしようとしていた自分の行動を反省し月愛にも謝罪した。
月愛との関係を打ち明けている中、龍斗のフォローと階段で足を踏み外したところを龍斗に助けられたことで、かつてとは逆に自分が龍斗に本気の恋をしてしまう。そして月愛の復讐と龍斗に言われた「本当に好きになった人に愛されるような女の子を目指すといい」という発言から、「龍斗に愛される女の子＝自分が月愛になる」と思い込むようになり、月愛から龍斗を奪いとることを目論む。
その手始めとして月愛に変装し、嘘の理由で龍斗を呼び出し月愛になりすまして性交を迫るが、龍斗に気づかれて失敗。ベンチで事情を話すが、これが隠し撮りされ、龍斗が浮気をしているという嘘の情報が広まってしまった。その後は特に行動していないのだが、龍斗を好きになっていることを月愛に知られたことで図らずも二人の仲に亀裂を入れてしまう。
月愛のことは実は悪く思っておらず、かつての様に仲良くしたいと考えているのだが、数々の思い込みによって上記のような嫌がらせを行っていた。最終的には月愛の方から歩み寄ることで仲直りをした。

山名笑琉（やまな にこる）
声 - 福原綾香
月愛の大親友。月愛とは異なりいつも難しい顔をしていることもあり、龍斗は最初「鬼ギャル」と恐れていた。月愛の貞操観念の低さと男性遍歴の悪さを心配しており、親のように見守っている。また、月愛と交際し始めた龍斗に対しては、月愛に悲しい思いをさせないようきつく釘を刺している。
ネイリストを目指しており、高校卒業後はネイルの専門学校に行きたいと考えている。しかし母子家庭であるため、親に負担を掛けたくない思いから放課後はよくバイトに勤しんでいる。
中学の時の先輩であった柊吾とは過去に2週間だけ付き合ったことがあり、別れた現在も忘れられず片思いを続けていたが、輩に絡まれた際柊吾に助けられたことで両想いとなれた。

谷北朱璃（たにきた あかり）
声 - 楠木ともり
祐輔に思いを寄せる女性。アイドルオタク。いわゆるツンデレであり祐輔の前では正反対の言動しか取れない不器用な性格の持ち主。
柊吾と笑琉が付き合い始めたことに触発された祐輔の告白に「告白は一か八かでするものじゃない」とフったが、その後ダイエットで痩せた祐輔の姿を見て一目ぼれする。しかし、以前フったことが負い目となっており、なかなか距離を縮められない。

伊地知祐輔（いじち ゆうすけ）
声 - 落合福嗣
龍斗の陰キャ仲間。龍斗とは1年生の頃からのクラスメイト。通称「イッチー」。やや太り気味の体型をしている。龍斗と月愛の関係を知りつつも我が道を行く姿勢を貫いている。
柊吾と笑琉が付き合い始めたことに触発されて朱璃に一度告白したが、「告白は一か八かでするものじゃない」とフラれてしまった。
その後しばらく学校に現れず引きこもっていると思われていたが、実はダイエットを行っており痩せた姿で登場。一気にモテ始めた。

仁志名蓮（にしな れん）
声 - 阪口大助
龍斗の陰キャ仲間。通称「ニッシー」。彼が罰ゲームとして「テストの成績が一番いい奴が好きな子へ告白する」と言い出したのがこの物語の始まりである。
笑琉に片思いしていたが、笑琉がかつて交際していた柊吾と再び付き合い始めたため、想いは伝わらないまま失恋する。

関家柊吾（せきや しゅうご）
声 - 前野智昭
笑琉の元カレ。いわゆる高校デビュー組で急にモテ始めたタイプ。現在は予備校に通う浪人生。笑琉からのアプローチにも当初は「二股したくない」という謎の理由で断るなど独特な潔癖思考の持ち主。中学当時はお経を聞くなど中二病を発症していた。
龍斗とは予備校で海愛から見つからないように逃げようと不審な行動を取っていたため声をかけたことで知り合う。龍斗にとっては頼りになる相談相手であり、受験勉強をしながら龍斗の奥手改善のため助言してくれる得難い存在。
開業医である父親が浮気三昧で看護師から受付担当にまで手を出しているため家庭環境は悲惨（母親も『開業医の妻』のステータスに未練があるため離婚していないだけの状態）。父親のことは公人としては尊敬しているが、私人としては『オヤジみたいな男にはならない』と龍斗に公言するほど嫌悪している。
笑琉とは2週間だけ付き合い、その後「もっと女の子と遊びたい」という理由で別れる。自分の別れ方が酷いものであることは自覚しており笑琉と会わないようにしていたが、龍斗に背中を押され、輩に絡まれた笑琉を助けたことをきっかけに再び付き合い始める。

黒瀬真生
声 - 岡本信彦
月愛・海愛の叔父。海の家を経営しているが、本業はライター。日焼けした肌と金髪で一見ギャル男に見えるが、月愛の提案で海の家で働くこととなった龍斗に給料を渡すなど誠実。
月愛が彼と仲良くしているところを伊地知達に撮られ、龍斗に月愛が浮気しているという誤解と同時に仲直りのきっかけを作った。

松本先生
声 - 内田真礼
龍斗や月愛のクラスの担任の先生。

渡辺サヨ
声 - 神田みか
月愛と海愛の祖母。

### その他
※舞台オリジナルキャラクター。
杉浦冬翔
演 - 杉山湧飛

大須賀蹴也
演 - 須賀涼斗

金田優菜
演 - 金田すなほ

藤井海結
演 - 伏木結海

## 既刊一覧

### 小説
- 長岡マキ子（著）・magako（イラスト）、KADOKAWA〈富士見ファンタジア文庫〉、全11巻
  - 『経験済みなキミと、経験ゼロなオレが、お付き合いする話。』、2020年9月20日初版発行（9月19日発売[15]）、ISBN 978-4-04-073809-3
  - 『経験済みなキミと、経験ゼロなオレが、お付き合いする話。その2』、2021年3月20日初版発行（3月19日発売[16]）、ISBN 978-4-04-073993-9
  - 『経験済みなキミと、経験ゼロなオレが、お付き合いする話。その3』、2021年9月20日初版発行（9月18日発売[17]）、ISBN 978-4-04-074213-7
  - 『経験済みなキミと、経験ゼロなオレが、お付き合いする話。その4』、2022年2月20日初版発行（2月19日発売[18]）、ISBN 978-4-04-074286-1
  - 『経験済みなキミと、経験ゼロなオレが、お付き合いする話。その5』、2022年9月20日初版発行（9月16日発売[19]）、ISBN 978-4-04-074539-8
  - 『経験済みなキミと、経験ゼロなオレが、お付き合いする話。その6』、2023年3月20日初版発行（3月17日発売[20]）、ISBN 978-4-04-074540-4
  - 『経験済みなキミと、経験ゼロなオレが、お付き合いする話。その7』、2023年9月20日初版発行（同日発売[21]）、ISBN 978-4-04-075011-8
  - 『経験済みなキミと、経験ゼロなオレが、お付き合いする話。短編集 青春回想録』、2024年3月20日初版発行（3月19日発売[22]）、ISBN 978-4-04-075337-9
  - 『経験済みなキミと、経験ゼロなオレが、お付き合いする話。その8』、2024年6月20日初版発行（同日発売[23]）、ISBN 978-4-04-075012-5
  - 『経験済みなキミと、経験ゼロなオレが、お付き合いする話。その9』、2025年2月20日初版発行（同日発売[24]）、ISBN 978-4-04-075724-7
  - 『経験済みなキミと、経験ゼロなオレが、お付き合いする話。その10』、2025年3月19日発売[25]、ISBN 978-4-04-075725-4

台湾では『位於戀愛光譜極端的我們』と題して台湾角川より2021年9月から刊行されている。

### 漫画
- 長岡マキ子（原作）・カルパッチョ野山（漫画）・magako（キャラクター原案） 『経験済みなキミと、経験ゼロなオレが、お付き合いする話。』 スクウェア・エニックス〈ガンガンコミックスONLINE〉、既刊8巻（2025年7月11日現在）
  1. 2022年9月12日初版発行（同日発売[28][29]）、ISBN 978-4-7575-8145-6
  2. 2022年11月11日初版発行（同日発売[30]）、ISBN 978-4-7575-8258-3
  3. 2023年4月12日初版発行（同日発売[31]）、ISBN 978-4-7575-8527-0
  4. 2023年10月12日発売[32]、ISBN 978-4-7575-8855-4
  5. 2024年3月12日発売[33]、ISBN 978-4-7575-9103-5
  6. 2024年8月9日発売[34]、ISBN 978-4-7575-9355-8
  7. 2025年1月10日発売[35]、ISBN 978-4-7575-9614-6
  8. 2025年7月11日発売[36]、ISBN 978-4-7575-9894-2

## オーディオブック
土師亜文の朗読で、2021年からドワンゴの運営するListenGo（現・ドワンゴジェイピー オーディオブック）にてオーディオブック化されており、2巻まで配信された。

## テレビアニメ
2022年9月にテレビアニメ化が発表され、2023年10月から12月までAT-Xほかにて放送された。

### スタッフ
- 原作 - 長岡マキ子[40]
- キャラクター原案 - magako[40]
- 監督 - 大庭秀昭[40]
- シリーズ構成 - 福田裕子[40]
- キャラクターデザイン - 伊藤陽祐[40]
- 色彩設計 - 山上愛子[41]
- 美術監督・美術設定 - 宮田遥可[41]
- 撮影監督 - 板倉あゆみ、山本雄介[41]
- 編集 - 小口理菜[41]
- 音響監督 - 高寺たけし[40]
- 音響効果 - 風間結花
- 音楽 - 羽岡佳[40]
- 音楽制作 - ポニーキャニオン[40]
- プロデューサー - 藤原利紀、木村天、松林大介、德村憲一、柴山智歩、西前朱加、澤畠康二、日比隆博
- アニメーションプロデューサー - 安藤圭一
- アニメーション制作 - ENGI[40]
- 製作 - キミゼロ製作委員会（KADOKAWA、サミー、ドコモ・アニメストア、AT-X、ポニーキャニオン、サンテレビ）

### 主題歌
「ラブ・ユー・テンダー!」
内田真礼によるオープニングテーマ。作詞・作曲は北澤ゆうほ、編曲はUNDER_COVERS。
「あいことば」
AliAによるエンディングテーマ。作詞はTKT、作曲はEREN。

### 各話リスト
| 話数       | サブタイトル                                             | 脚本     | 絵コンテ          | 演出         | 作画監督 | 総作画監督        | 初放送日       |
| ---------- | -------------------------------------------------------- | -------- | ----------------- | ------------ | --- | ----------------- | -------------- |
| EPISODE 01 | 経験済みなキミに、経験ゼロなオレが、告白する話。         | 福田裕子 | 大庭秀昭          | 大庭秀昭     | 和田祐二 関鵬 韓強 | 伊藤陽祐          | 2023年 10月6日 |
| EPISODE 02 | 経験済みなキミと、経験ゼロなオレが、初デートする話。     | 福田裕子 | 横手颯太          | 福元しんいち | Kang Hyeon-guk Shin Eun-ah Han Jung-yi Lee Seong-jin Ahn Min-mi                                                                 | 鯉川慎平          | 10月13日       |
| EPISODE 03 | 経験済みなキミに、経験ゼロなオレが、サプライズする話。   | 長嶋宏明 | ワタナベシンイチ  | 水野健太郎   | 和田祐二 南原孝衣子 手島勇人 周婧 黄華 関鵬 韓強                                                                                | 伊藤陽祐          | 10月20日       |
| EPISODE 04 | 経験済みなキミに、経験ゼロなキミが、嫉妬する話。         | 福田裕子 | 大庭秀昭          | 大庭秀昭     | 和田祐二 関鵬 陳洁琼 | 鯉川慎平          | 10月27日       |
| EPISODE 05 | 経験済みなキミと、経験ゼロなオレが、お泊まりする話。     | 長嶋宏明 | 星野雄大朗        | 星野雄大朗   | 和田祐二 陳洁琼 劉大军 徐闖 関鵬                                                                                                | 伊藤陽祐          | 11月3日        |
| EPISODE 06 | 経験済みなキミが、経験済みな誰かと、浮気する話？         | 伊神貴世 | 菱川直樹          | 伊藤魔鬼     | 和田祐二 Kang Hyeon-guk Lee Seong-jin Shin Eun-ah Ahn Min-mi Han Jung-yi Kim Hyeon-a                                            | 鯉川慎平          | 11月10日       |
| EPISODE 07 | 経験済みなキミと、経験ゼロなオレが、夏まつりに行く話。   | 福田裕子 | 大庭秀昭 神戸洋行 | 福元しんいち | 秋山絵梨 青戸結加 和田祐二 劉大军 关鵬 徐闯 陳洁琼 劉定福                                                                       | 伊藤陽祐 鯉川慎平 | 11月17日       |
| EPISODE 08 | 経験済みなキミと、経験ゼロなオレたちが、サバゲーする話。 | 長嶋宏明 | 山本恵            | 平田貴大     | 増井良紀 横山香月 秋山絵梨 青沼ひかり 青戸結加 田守優希 和田祐二 Shin Eun-ah Park Jae-seok Kim Hyeon-a Lee Seong-jin Ahn Min-mi | 伊藤陽祐 鯉川慎平 | 11月24日       |
| EPISODE 09 | 経験済みなキミと、経験ゼロなオレが、いっしょに走る話。   | 伊神貴世 | ワタナベシンイチ  | 神戸洋行     | 青沼ひかり 田守優希 和田祐二 田中栞莉 Go Yu-il Kim Hyeon-gyeong Jo Mi-jeong                                                     | 伊藤陽祐 鯉川慎平 | 12月1日        |
| EPISODE 10 | 経験済みなキミと、経験ゼロなオレが、すれちがう話。       | 伊神貴世 | 殿水敦子          | 伊藤史夫     | 関鵬 陳洁琼 和田祐二 | 鯉川慎平          | 12月8日        |
| EPISODE 11 | 経験済みなキミと、経験ゼロなオレが、お別れする話。       | 福田裕子 | 大庭秀昭          | 大庭秀昭     | 田中栞莉 和田祐二 Kang Hyeon-guk Park Jae-seok Lee Ji-taek Lee Seong-jin Ahn Min-mi                                             | 伊藤陽祐          | 12月15日       |
| EPISODE 12 | 経験済みなキミと、経験ゼロなオレが、経験する話。         | 福田裕子 | ワタナベシンイチ  | 石井輝       | 鯉川慎平 DAEKO 和田祐二 Jumondou Seoul                                                                                          | 鯉川慎平          | 12月22日       |

### 放送局
| 放送期間                 | 放送時間                     | 放送局     | 対象地域 | 備考                                            |
| ------------------------ | ---------------------------- | ---------- | -------- | ----------------------------------------------- |
| 2023年10月6日 - 12月22日 | 金曜 22:30 - 23:00           | AT-X       | 日本全域 | 製作参加 / CS放送 / 字幕放送 / リピート放送あり |
| 2023年10月7日 - 12月23日 | 土曜 1:35 - 2:05（金曜深夜） | TOKYO MX   | 東京都   |                                                 |
|                          | 土曜 3:00 - 3:30（金曜深夜） | BS11       | 日本全域 | BS放送 / 『ANIME+』枠                           |
| 2023年10月8日 - 12月24日 | 日曜 1:30 - 2:00（土曜深夜） | KBS京都    | 京都府   |                                                 |
|                          |                              | サンテレビ | 兵庫県   | 製作参加                                        |

| 配信開始日     | 配信時間                | 配信サイト |
| -------------- | ----------------------- | --- |
| 2023年10月6日  | 金曜 23:00 更新         | dアニメストア Lemino |
| 2023年10月9日  | 月曜 23:00 更新         | U-NEXT アニメ放題 |
| 2023年10月12日 | 木曜 23:00 以降順次更新 | ABEMA AnimeFesta DMM TV FOD Hulu J:COMオンデマンド メガパック milplus Amazon Prime Video TELASA auスマートパスプレミアム ニコニコ動画 バンダイチャンネル HAPPY!動画 クランクイン!ビデオ ムービーフルplus |

### BD / DVD
| 巻 | 発売日         | 収録話         | 規格品番  | 規格品番   |
| 巻 | 発売日         | 収録話         | BD        | DVD        |
| -- | -------------- | -------------- | --------- | ---------- |
| 1  | 2023年12月22日 | 第1話 - 第4話  | KAXA-8691 | KABA-11441 |
| 2  | 2024年1月24日  | 第5話 - 第8話  | KAXA-8692 | KABA-11442 |
| 3  | 2024年2月28日  | 第9話 - 第12話 | KAXA-8693 | KABA-11443 |

### 生配信
『TVアニメ「経験済みなキミと、経験ゼロなオレが、お付き合いする話。」イッチーとニッシーの陰キャ配信』が、X（旧Twitter）の音声チャット機能・スペースにて2023年10月6日から不定期で配信中。YouTube Liveでも同時配信となっている。第1回目の配信ではシステムの不具合によりスペースでは実施ができず、YouTube Liveのみで行われた。音泉でアーカイブ視聴もできた。
パーソナリティは、落合福嗣（イッチー役）、阪口大助（ニッシー役）が担当した。

## ミュージカル
2024年8月16日から25日にかけて、新宿村LIVEを会場に上演された。8月19日は休演日で、全15回の公演のうち9回は終了後にアフタートークが実施。
登場人物の内、杉浦冬翔（通称・トート）、大須賀蹴也（通称・シューヤ）、金田優菜（通称・ユナ）、藤井海結（通称・ミユ）は、役名を原作者の長岡が命名したオリジナルキャラクターで、いずれもオーディションで選出された。なお、金田優菜役は当初、金田すなほに決まっていたが、本人の体調不良により島田侑佳に交代した。
初演日の8月16日は台風7号が関東地方に接近していたが、予定通りに上演されることとなった。

### スタッフ
- 原作 - 長岡マキ子（KADOKAWA ファンタジア文庫）
- 脚本 - 白柳力
- 演出 - 中本吉成

### キャスト
- 白河月愛 - 篠崎こころ
- 加島龍斗 - 雨宮翔（GENIC）
- 黒瀬海愛 - 田中梨瑚
- 山名笑琉 - 浜浦彩乃
- 谷北朱璃 - 西井万理那
- 伊地知祐輔 - 森さとる
- 仁志名蓮 - 岸本舜生
- 関家柊吾 - 岸洋佑
- 杉浦冬翔 - 杉山湧飛
- 大須賀蹴也 - 須賀涼斗
- 金田優菜 - 島田侑佳
- 藤井海結 - 伏木結海